# Aeschynanthus ellipticus
Aeschynanthus ellipticus là một loài thực vật có hoa trong họ Tai voi. Loài này được K.Schum. & Lauterb. mô tả khoa học đầu tiên năm 1900.